# Sainte-Rose du Lac
Sainte-Rose-du-Lac est une ville du Manitoba, chef-lieu de la municipalité rurale de Ste. Rose.

## Données démographiques
Le bourg de Sainte-Rose-du-Lac est peuplé de près d'un tiers de francophones, qui forment une importante minorité de Franco-Manitobains. Au recensement de la population de 2011, on y a dénombré une population de 1023 habitants, dont 250 francophones de naissance et 415 habitants bilingues.
Elle est nommée en l'honneur de Rose de Lima.
Elle se situe à une cinquantaine de kilomètres de la ville de Dauphin et 300 km de Winnipeg. Elle est la capitale du bœuf au Manitoba.

## Démographie
| 2001  | 2006 | 2011  | 2016  |
| ----- | ---- | ----- | ----- |
| 1 047 | 995  | 1 023 | 1 021 |